# Don’t Take Me Alive
Don’t Take Me Alive ist ein Lied des Albums The Royal Scam, das 1976 von Steely Dan veröffentlicht wurde.

## Liedtext
Don’t Take Me Alive handelt von einem Gewaltverbrecher, der sich mit einer Kiste Dynamit verschanzt hat und der Polizei sagt, sie sollen ihn erschießen. Er hat seinen Vater in Oregon ermordet.
In Los Angeles wurde öfters Verbrechensverfolgung im Fernseher übertragen – Einheimische waren das gewohnt, aber Walter Becker und Donald Fagen kamen aus New York und fanden das bizarr und nahmen es als Grundlage für dieses Lied.